# Рамон Перес де Аяла
Рамон Перес де Аяла и Фернандес дел Портал (на испански: Ramón Pérez de Ayala y Fernández, р. 9 август 1880 г. в Овиедо, п. 5 август 1962 г. в Мадрид) е испански писател. Той е испански посланик в Англия в Лондон (1931 – 1936) и доброволно отива на заточение в Аржентина през Франция поради Гражданската война в Испания (1936 – 1939). Номиниран е за Нобелова награда за литература.
Получил е образование в йезуитски училища, които сатиризира в романа A.M.D.G. (1910 г.). Неговите ранни реалистични романи, сред които Лисичата лапа (1912, пр. анг. 1924), разкриват връзки с Поколението '98. След 1916 г. романите му стават все по-зрели и лирични; героите му стават символични представители на общочовешки проблеми. Към този период принадлежи неговият шедьовър Belarmino y Apolonio (1921), забавна и дълбока история за двама обущари от Овиедо. La paz del sendero (1903), El sendero innumerable (1916) и El sendero andante (1921), основните му поетични произведения, показват влиянието на френския символизъм. Освен това пише сатирични есета и драматична критика.